# Лентіаї
Лентіаї (італ. Lentiai, вен. Lentiei) — муніципалітет в Італії, у регіоні Венето, провінція Беллуно.
Лентіаї розташоване на відстані близько 470 км на північ від Рима, 75 км на північ від Венеції, 19 км на південний захід від Беллуно.
Населення — 3014 осіб (2014).

## Демографія
Населення за роками:

Станом на 31 грудня 2014 року в муніципалітеті офіційно проживав 221 іноземець з 14 країн, серед них 16 громадян країн Євросоюзу та 14 громадян України.

## Сусідні муніципалітети
- Чезіомаджоре
- Фельтре
- Мель
- Санта-Джустіна
- Вальдобб'ядене
- Куеро-Вас